# Nymphula distinctalis
Nymphula distinctalis is een vlinder uit de familie van de grasmotten (Crambidae), uit de onderfamilie van de Acentropinae. De wetenschappelijke naam van deze soort is voor het eerst gepubliceerd in 1894 door Émile Louis Ragonot.
De soort komt voor in het gebied van de Amoer (rivier).